# Орден Петра Могили
Орден Петра Могили (Орден святителя Петра Могили) — нагорода Української Православної Церкви Московського Патріархату.

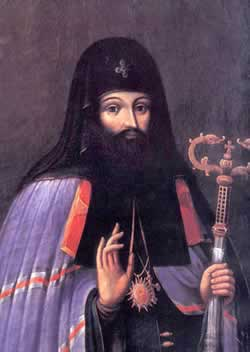
Могила Петро Симеонович

Орден святителя Петра Могили заснований Священним Синодом Української Православної Церкви 26 лютого 2010 року. Тоді ж був затверджений представлений ескіз ордена.
Петро (Могила) — видатний церковний, політичний і культурний діяч України, невтомний борець за Православ'я на Україні.
У 1627 році став архімандритом Києво-Печерського монастиря. З 1632 року — митрополит Київський. У тому ж році домігся у польського короля визнання незалежного від уніатів існування Православної Церкви з центром у Києві і повернення їй ряду храмів і монастирів.
Взяв активну участь у заснуванні Києво-Могилянської академії, брав участь у складанні полемічних трактатів на захист Православ'я, був автором проповідей, приділяв увагу розвитку книжкової справи.
З його ініціативи були розкопані і очищені від розвалин залишки Десятинної церкви в Києві, відновлені Софійський кафедральний собор, церква Спаса на Берестові, Видубицький і інші монастирі.
У 1996 році митрополит Петро (Могила) був канонізований як місцевошанований святий, а 8 грудня 2005 року було встановлено загальноцерковне вшанування святителя Петра.